# Asterocampa louisa
Asterocampa louisa är en fjärilsart som beskrevs av Don B. Stallings och Turner 1947. Asterocampa louisa ingår i släktet Asterocampa och familjen praktfjärilar. Inga underarter finns listade i Catalogue of Life.